# Suzy Delair
Suzy Delair, född Suzanne Pierrette Delaire den 31 december 1917 i Paris, död 15 mars 2020 i Paris, var en fransk skådespelerska. Hon inledde sin karriär i varietéer och som sångerska eller dansare i operetter.
Delair spelade senare pigga och förtjusande kvinnor i ett antal franska och italienska filmer. Bland de mest kända är Polishuset (1947), Atoll K (1951; mot Helan och Halvan i deras sista film tillsammans), Gervaise (1955), Rocco och hans bröder (1960) och Brinner Paris? (1966).

## Filmografi i urval
- 1931 – Un caprice de la Pompadour
- 1933 – Damen från Maxim
- 1934 – Moderna gycklare
- 1941 – Den siste av de sex
- 1942 – Mördaren utan ansikte
- 1947 – Monsieur Alibi
- 1947 – Polishuset
- 1949 – Manslukerskan
- 1950 – Hittegods
- 1951 – Atoll K
- 1956 – Den glade damskräddaren
- 1956 – Gervaise
- 1960 – Rocco och hans bröder
- 1973 – Fan ta' bofinken
- 1987 Traquenards (TV Serie)